# Vergeet-mij-nietje (mechanica)
Een vergeet-mij-nietje is een vergelijking voor een eenvoudig belastinggeval van een balk die bij een bepaalde oplegging en belasting de hoekverdraaiing en de doorbuiging beschrijft. Vanwege de eenvoud zijn deze relatief gemakkelijk uit het hoofd te leren, vanwaar de naam "vergeet-mij-nietje". De vergeet-mij-nietjes worden veel toegepast in de construerende wetenschappen, zoals werktuigbouwkunde en civiele techniek.

## Enkele voorbeelden van vergeet-mij-nietjes

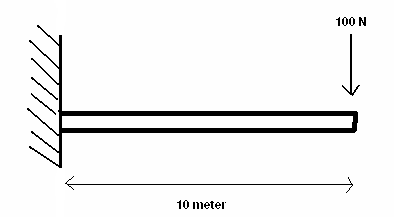
Belastinggeval A

| Belastinggeval                                                                                  | Verplaatsing                                                | Helling                                                         | Moment                                                  |
| ----------------------------------------------------------------------------------------------- | ----------------------------------------------------------- | --------------------------------------------------------------- | ------------------------------------------------------- |
| Eenzijdig ingeklemde balk met kracht uitgeoefend op uiteinde (zie illustratie belastinggeval A) | {\displaystyle v_{\mathrm {max} }={\frac {FL^{3}}{3EI}}}    | {\displaystyle \theta _{\mathrm {max} }={\frac {FL^{2}}{2EI}}}  | {\displaystyle M_{\mathrm {max} }=FL}                   |
| Eenzijdig ingeklemde balk met koppel op uiteinde                                                | {\displaystyle v_{\mathrm {max} }={\frac {ML^{2}}{2EI}}}    | {\displaystyle \theta _{\mathrm {max} }={\frac {ML}{EI}}}       | {\displaystyle M_{\mathrm {max} }=M}                    |
| Eenzijdig ingeklemde balk met verdeelde belasting                                               | {\displaystyle v_{\mathrm {max} }={\frac {qL^{4}}{8EI}}}    | {\displaystyle \theta _{\mathrm {max} }={\frac {qL^{3}}{6EI}}}  | {\displaystyle M_{\mathrm {max} }={\frac {qL^{2}}{2}}}  |
| Tweezijdig ingeklemde balk met verdeelde belasting                                              | {\displaystyle v_{\mathrm {max} }={\frac {qL^{4}}{384EI}}}  | n.v.t.                                                          | {\displaystyle M_{\mathrm {max} }={\frac {qL^{2}}{24}}} |
| Tweezijdig opgelegde balk met gelijkmatig verdeelde belasting                                   | {\displaystyle v_{\mathrm {max} }={\frac {5qL^{4}}{384EI}}} | {\displaystyle \theta _{\mathrm {max} }={\frac {qL^{3}}{24EI}}} | {\displaystyle M_{\mathrm {max} }={\frac {qL^{2}}{8}}}  |